# Ophiorrhiza tomentosa
Ophiorrhiza tomentosa är en måreväxtart som beskrevs av William Jack och William Roxburgh. Ophiorrhiza tomentosa ingår i släktet Ophiorrhiza och familjen måreväxter. Inga underarter finns listade i Catalogue of Life.